# Bernard Ukeiwé
Bernard Ukeiwë, né le 24 juin 1953 sur l'île de Tiga dans la commune de Lifou et mort à Lifou le 23 juillet 2008, est un homme politique néo-calédonien, d'origine kanak et anti-indépendantiste. Sur le plan coutumier, il appartenait de par son père au clan des Api Angajoxu qui font partie de la grande-chefferie de Lösi sur Lifou. 

## Biographie
Enseignant de formation, ayant exercé dans la tribu de Mü dans le district de Lössi, il a également été membre de l'équipe de Nouvelle-Calédonie de football de 1972 à 1981 et a obtenu avec cette sélection la médaille d'argent aux Jeux du Pacifique sud à Guam en 1975. Il a été membre du service de la jeunesse et des sports à Lifou à partir de 1975 et y devient dans les années 1990 un cadre technique de la ligue de cricket. 
Issu d'une véritable dynastie politique[réf. nécessaire] puisqu'il est le fils de l'ancien sénateur, député européen et président de l'exécutif calédonien dans les années 1980 Dick Ukeiwé (1928-2013), il s'engage alors comme son père au sein du principal parti anti-indépendantiste du Territoire, le RPCR, devenu depuis le Rassemblement-UMP. Sous ces couleurs, il devient conseiller municipal de Lifou de 1986 à 1995 ainsi que conseiller de la région Îles Loyauté de 1985 à 1989 et membre du Congrès du Territoire du 29 avril 1988 au 11 juin 1989 en remplacement de Simon Loueckhote alors élu président de la Région Îles Loyauté. Il connaît toutefois une brève période de dissidence en rejoignant Une Nouvelle-Calédonie pour Tous (UNCT), parti anti-indépendantiste fondé par les partisans de la candidature de Jacques Chirac à l'élection présidentielle de 1995 alors que Jacques Lafleur soutient alors Édouard Balladur. Bernard Ukeiwé est ainsi en seconde position sur la liste UNCT présentée aux îles Loyauté aux élections provinciales du 9 juillet 1995. Au scrutin suivant, le 9 mai 1999, il est même en sixième position de la liste du parti indépendantiste LKS du président sortant de la province Nidoïsh Naisseline, en tant que candidat d'ouverture à la suite d'un accord entre ce parti indépendantiste et le mouvement Alliance (né en 1998 d'une fusion de l'UNCT avec d'autres partis centristes ou divers-droite).  
Le 21 décembre 2006, il est choisi comme vice-président du Rassemblement-UMP avec Léontine Ponga et comme suppléant par Gaël Yanno pour les élections législatives de juin 2007 dans la 1re circonscription, à savoir Nouméa, l'Île des Pins et les Îles Loyauté. Le 16 mars 2008, il est également élu conseiller municipal de Nouméa, en 5e position sur la liste menée par le maire sortant Jean Lèques. Le 31 mars 2008, il devient le 5e adjoint au maire de Nouméa chargé des Sports. 
Il meurt le 23 juillet 2008 d'une crise cardiaque, à 55 ans, sur l'île de Lifou.